# Hjortlandet
Hjortlandet (finska: Peuramaa) är en by i Kyrkslätt i det finländska landskapet Nyland,  cirka 30 kilometer väster om Helsingfors. I Hjortlandet finns bland annat skidorten Peuramaa Ski, golfcentrumet Peuramaa Golf och stallet Peuramaa Horse.

## Peuramaa Ski

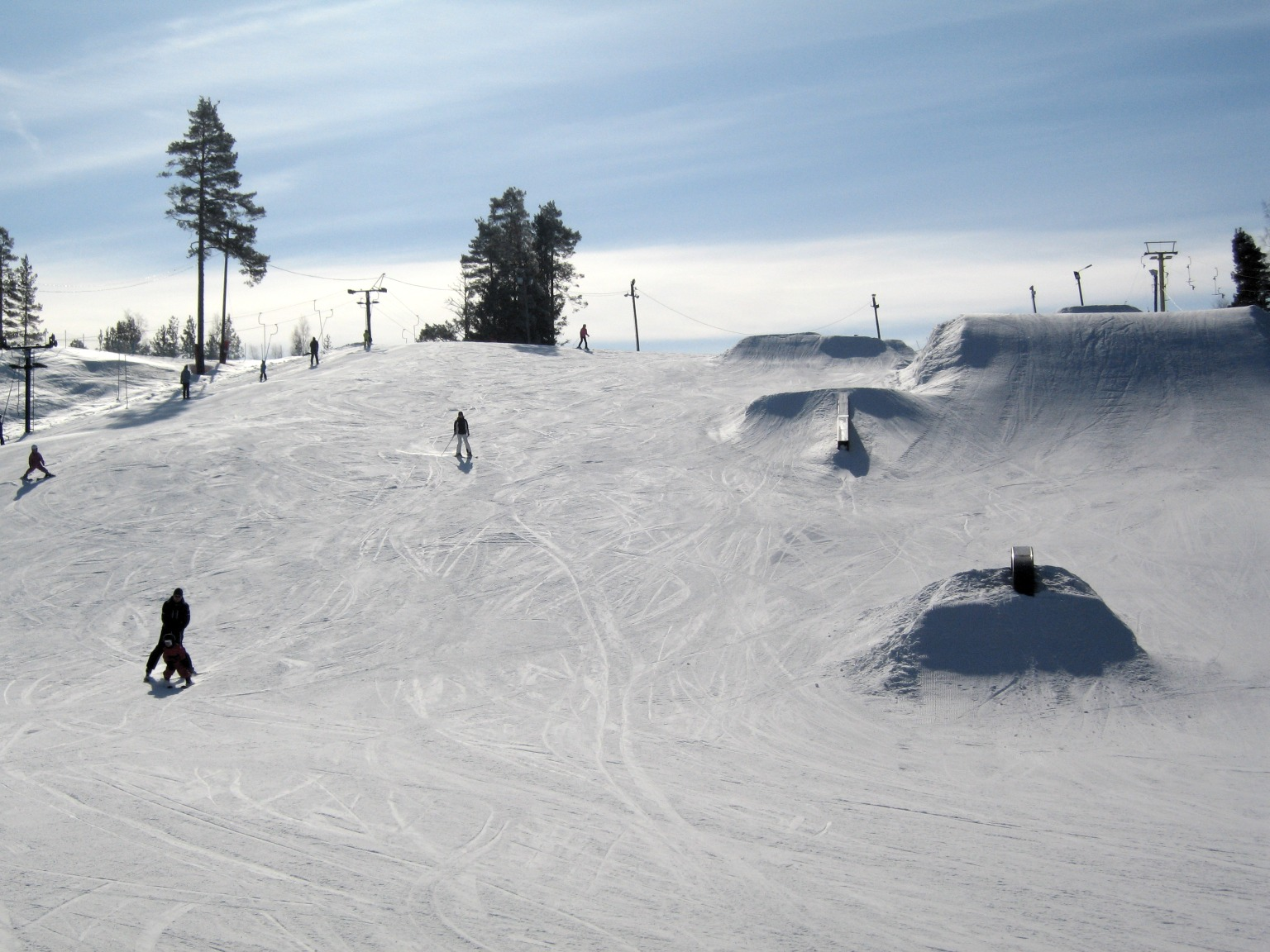
Pist på Hjortlandet.

Peuramaa Ski är en populär skidort i Nyland som främst riktar sig till barnfamiljer. I skidaanläggningen  finns bland annat Finlands längsta rullbandshiss. Den har fyra pister: en bred huvudpist, en brant tävlingspist, en lugn solpist och en medelpist för skickliga skidsportare, samt uthyrning av  vintersportsutrustning.
Peuramaa Ski har också en skidskola med grund- och fortsättningskurser för barn på både skidor och snowboard. Skolan erbjuder även privata lektioner.
Peuramaa Skis restaurang ligger nedanför pisterna och i backrestaurangen finns en separat kabinettlokal som kan bokas för olika evenemang.